# Marcelo Delgado
Marcelo Alejandro Delgado (Capitán Bermúdez, 1973. március 24. –) argentin válogatott labdarúgó.
Az argentin válogatott tagjaként részt vett az 1998-as világbajnokságon, az 1997-es Copa Américán és az 1996. évi nyári olimpiai játékokon.

## Sikerei, díjai
Boca Juniors
- Argentin bajnok (3): Apertura: 2000, 2005 Clausura: 2006
- Copa Libertadores győztes (3): 2000, 2001, 2003
- Copa Sudamericana győztes (1): 2005
- Interkontinentális kupa győztes (1): 2000
- Recopa Sudamericana győztes (1): 2005

Argentína
- Olimpiai ezüstérmes (1): 1996

Egyéni
- A Copa Libertadores társgólkirálya (1): 2003